# Gare de Wildert
La gare de Wildert (en néerlandais station Wildert), est une gare ferroviaire belge de la ligne 12 d'Anvers-Central à la frontière néerlandaise (Roosendael), située au village de Wildert (nl) sur le territoire de la commune d'Essen, dans la Province d'Anvers.
C'est une halte voyageurs de la Société nationale des chemins de fer belges (SNCB) desservie par des trains Suburbains (S32).

## Situation ferroviaire
Établie à environ 18 mètres d'altitude, la gare de Wildert est située au point kilométrique (PK) 28,1 de la ligne 12 d'Anvers-Central à la frontière néerlandaise (Roosendael), entre les gares de Kalmthout et d'Essen.

## Histoire
L'arrêt de Wildert ouvre en 1881. Il est doté d'un bâtiment de gare, construit en 1889. Ce bâtiment a depuis fermé et été démoli dans les années 1990 après être resté vide pendant plusieurs années.
Wildert possédait une cour à marchandises où était notamment chargé du bois d'ouvrage, provenant des forêts de Wildert, pour étançonner les mines de charbon du pays.
En 2008, les quais ont été surhaussés et pavés. En 2007, un train Benelux s'est arrêté en urgence à Wildert à cause d'un incendie à bord de sa locomotive série 11, qui n’occasionna heureusement que des dégâts matériels.

## Service des voyageurs

### Accueil
C'est un point d'arrêt non gardé (PANG), à accès libre. Elle dispose de deux quais rehaussés et pavés. La traversée se fait par le passage à niveau, près duquel se trouve un parking et un parc à vélos.

### Desserte
Wildert est desservie par des trains Suburbains (S) de la SNCB circulant sur la ligne commerciale 12 (Anvers - Essen - frontière) (voir brochure SNCB).
En semaine, Wildert possède deux dessertes régulières, cadencées à l’heure :
- des trains S32 entre Essen et Puurs (via Anvers) ;
- des trains S32 entre Rosendael (gare des Pays-Bas située à la frontière) et Puurs.

Les week-ends et jours fériés, seuls circulent les trains S32 entre Rosendael et Puurs (un par heure).

## Comptage voyageurs
Le graphique et le tableau montrent le nombre de passagers qui en moyenne embarquent durant la semaine, le samedi et le dimanche.
| Tabel: Nombre de voyageurs qui embarquent à la gare de Wildert | Tabel: Nombre de voyageurs qui embarquent à la gare de Wildert | Tabel: Nombre de voyageurs qui embarquent à la gare de Wildert | Tabel: Nombre de voyageurs qui embarquent à la gare de Wildert |
|                                                                | Semaine                                                        | Samedi                                                         | Dimanche                                                       |
| -------------------------------------------------------------- | -------------------------------------------------------------- | -------------------------------------------------------------- | -------------------------------------------------------------- |
| 1977                                                           | 303                                                            | 93                                                             | 123                                                            |
| 1978                                                           | 295                                                            | 64                                                             | 76                                                             |
| 1979                                                           | 331                                                            | 73                                                             | 102                                                            |
| 1980                                                           | 270                                                            | 85                                                             | 90                                                             |
| 1981                                                           | 306                                                            | 94                                                             | 104                                                            |
| 1982                                                           | 357                                                            | 79                                                             | 66                                                             |
| 1983                                                           | 365                                                            | 70                                                             | 54                                                             |
| 1984                                                           | 297                                                            | 76                                                             | 79                                                             |
| 1985                                                           | 334                                                            | 71                                                             | 70                                                             |
| 1986                                                           | 288                                                            | 82                                                             | 75                                                             |
| 1987                                                           | 270                                                            | 63                                                             | 61                                                             |
| 1988                                                           | 257                                                            | 65                                                             | 55                                                             |
| 1989                                                           | 262                                                            | 93                                                             | 91                                                             |
| 1990                                                           | 233                                                            | 74                                                             | 70                                                             |
| 1991                                                           | 298                                                            | 68                                                             | 61                                                             |
| 1992                                                           | 287                                                            | 76                                                             | 59                                                             |
| 1993                                                           | 228                                                            | 66                                                             | 57                                                             |
| 1994                                                           | 273                                                            | 96                                                             | 83                                                             |
| 1995                                                           | 270                                                            | 88                                                             | 61                                                             |
| 1996                                                           | 263                                                            | 104                                                            | 76                                                             |
| 1997                                                           | 358                                                            | 109                                                            | 129                                                            |
| 1998                                                           | 209                                                            | 98                                                             | 94                                                             |
| 1999                                                           | 188                                                            | 94                                                             | 95                                                             |
| 2000                                                           | 180                                                            | 96                                                             | 103                                                            |
| 2001                                                           | 195                                                            | 99                                                             | 82                                                             |
| 2002                                                           | 226                                                            | 86                                                             | 186                                                            |
| 2003                                                           | 200                                                            | 87                                                             | 125                                                            |
| 2004                                                           | 224                                                            | 87                                                             | 175                                                            |
| 2005                                                           | 191                                                            | 102                                                            | 176                                                            |
| 2006                                                           | 176                                                            | 97                                                             | 146                                                            |
| 2007                                                           | 194                                                            | 95                                                             | 132                                                            |
| 2008                                                           | -                                                              | -                                                              | -                                                              |
| 2009                                                           | 163                                                            | 90                                                             | 73                                                             |
| 2010                                                           | -                                                              | -                                                              | -                                                              |
| 2011                                                           | -                                                              | -                                                              | -                                                              |
| 2012                                                           | 185                                                            | 107                                                            | 97                                                             |
| 2013                                                           | 186                                                            | 118                                                            | 91                                                             |
| 2014                                                           | 174                                                            | 86                                                             | 105                                                            |
| 2015                                                           | 189                                                            | 91                                                             | 85                                                             |
| 2016                                                           | 174                                                            | 60                                                             | 55                                                             |
| 2017                                                           | 140                                                            | 99                                                             | 102                                                            |
| 2018                                                           | 204                                                            | 130                                                            | 102                                                            |
| 2019                                                           | 283                                                            | 131                                                            | 137                                                            |
| 2020                                                           | 165                                                            | 87                                                             | 61                                                             |
| 2021                                                           | -                                                              | -                                                              | -                                                              |
| 2022                                                           | 220                                                            | 42                                                             | 36                                                             |
| 2023                                                           | 202                                                            | 108                                                            | 80                                                             |
| 2024                                                           | 298                                                            | 106                                                            | 100                                                            |